# 144., 176. und 184. Gemeindeschule

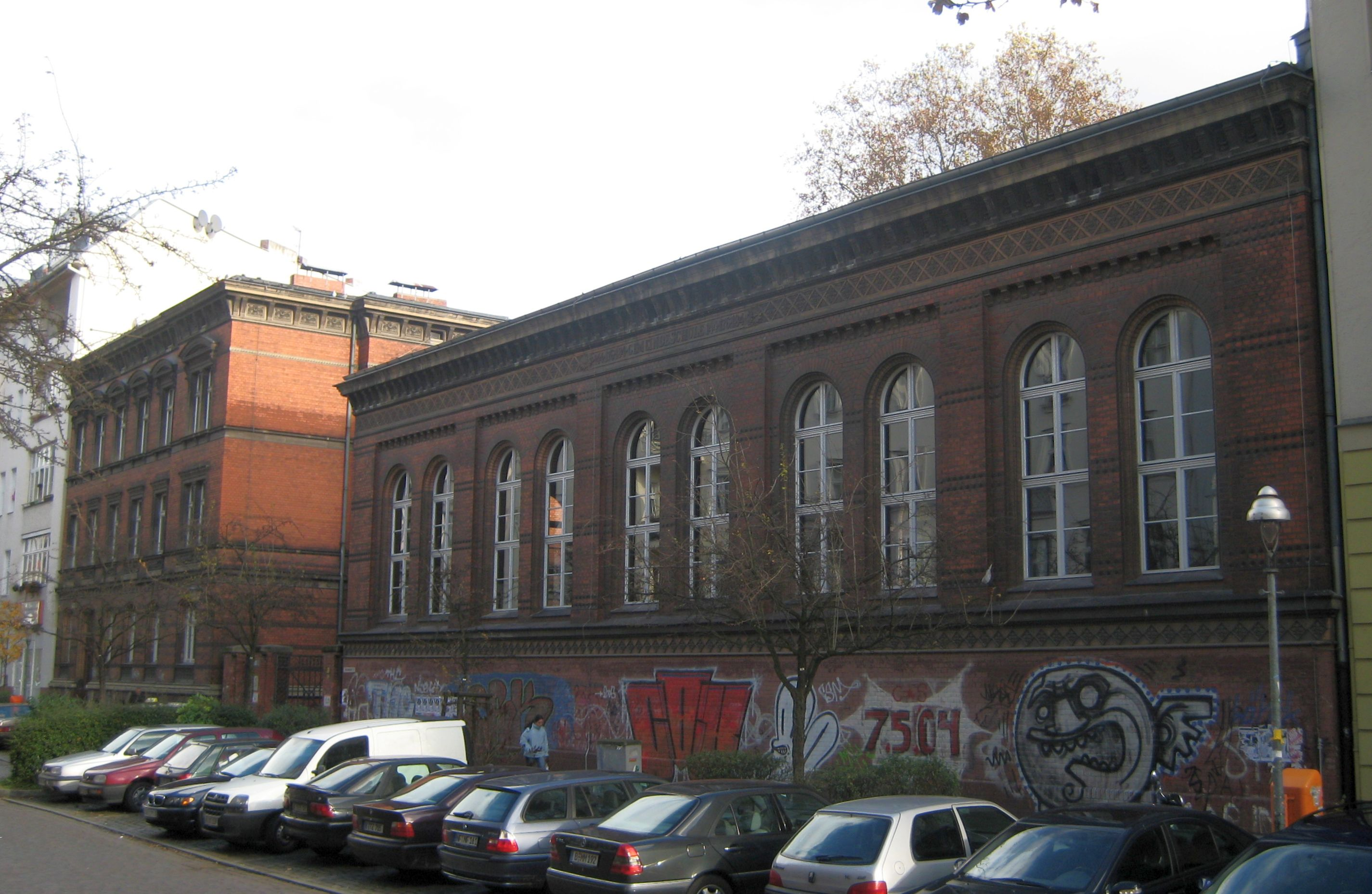
Lehrerwohnhaus und Turnhalle (rechts) an der Graefestraße

Die Gebäude der ehemaligen 144., 176. und 184. Gemeindeschulen im Berliner Ortsteil  Kreuzberg bilden eine denkmalgeschützte Schulanlage. Sie wurde in den Jahren 1888–1890 nach Entwürfen von Stadtbaurat Hermann Blankenstein und Stadt-Bauinspektor Karl Frobenius im Auftrag des Berliner Magistrats im Stil des Akademischen Historismus errichtet. Die in der Graefestraße 85–88 und der Böckhstraße 36 gelegenen Gebäude werden heute von der Albrecht-von-Graefe-Schule (einer integrierten Sekundarschule) genutzt.

## Gesamtanlage und Einzelgebäude
Die Anlage weist eine für viele der unter der Verantwortung Blankensteins in Berlin entstandenen Schulbauten charakteristische Gliederung auf: Ein Lehrerwohnhaus und die Turnhalle stehen an der Straßenfront, zwei Schulgebäude mit Klassenräumen im Hof. Die Gebäude sind in geschlossener Bauweise aus Mauerwerk errichtet worden.

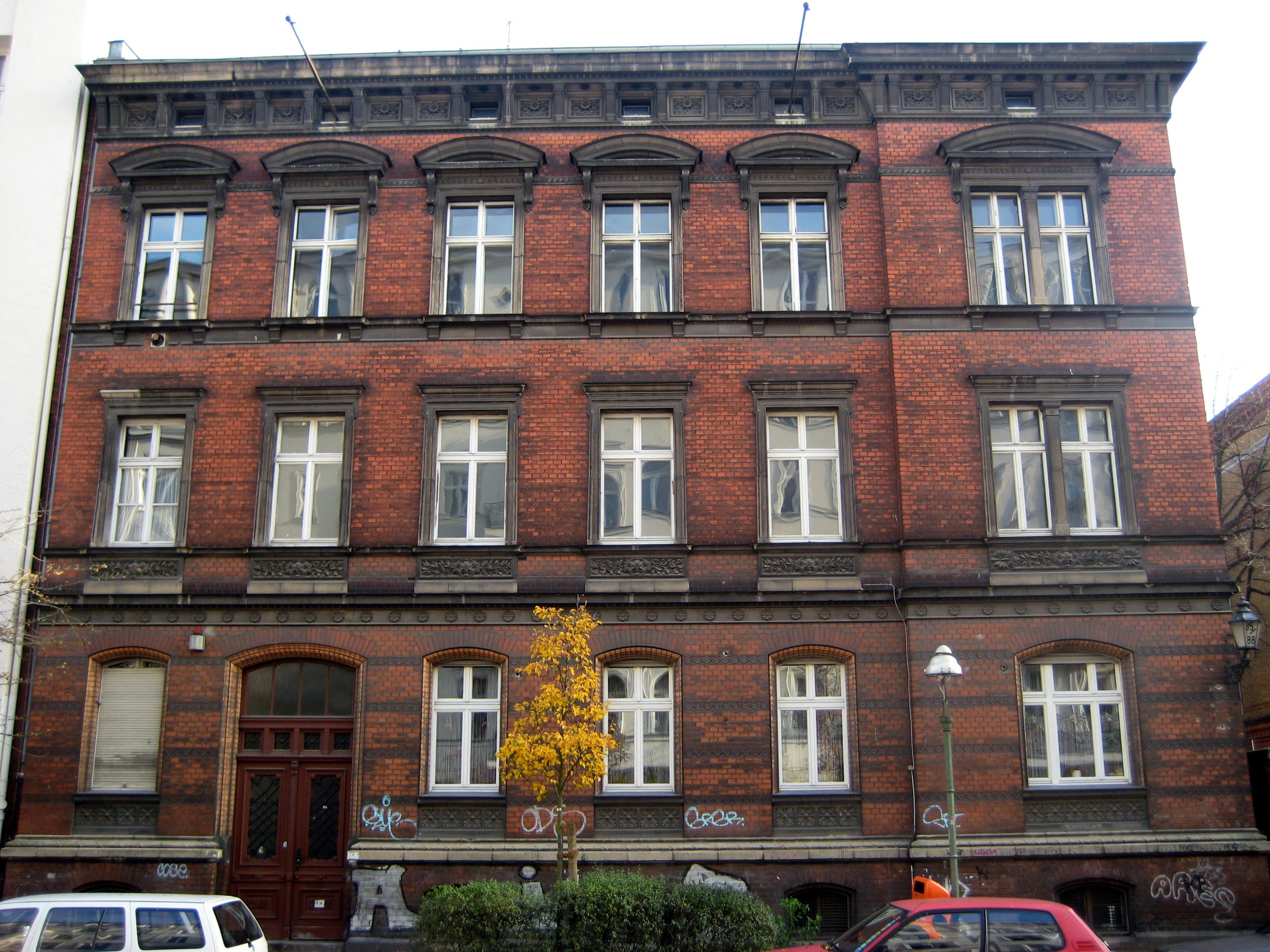
Lehrerwohnhaus, Fassade

Das dreigeschossige Lehrerwohnhaus findet sich links neben dem Hofzugang und ist mit rotem Ziegelstein verblendet und durch Elemente aus graugelbem Sandstein gegliedert. Das Gebäude auf einer bebauten Fläche von 317 m² besitzt eine 18,5 m lange, asymmetrische Fassade mit flacher Eckvorlage rechts und Hauseingang links. Die horizontale Gliederung erfolgt durch ein schweres Konsolgesims, Terrakotta-Zierstreifen und Stichbogenfenster im Erdgeschoss und durch Rechteckfenster mit ausgeprägten Gewänden und schwerer Verdachung in den beiden Obergeschossen.
Die rechts neben dem Hofzugang gelegene Turnhalle besitzt eine Frontlänge von 28 m auf einer bebauten Fläche von 383 m². Sie ist ebenfalls mit roten Ziegeln verblendet und zeigt zur Straßenseite zehn große Rundbogenfenster in paariger Anordnung in Blenden über Kaffgesims. Die Fassade ist gegliedert durch Gesimse, Bänder und Friese. Über dem mittleren Fensterpaar findet sich die Inschrift „144 • 176 • 184 • Gemeindeschule • 144 • 176 • 184“. Auf der Rückseite wurde 1979/1980 ein flacher Anbau mit Umkleideräumen und Duschen für den Sportunterricht errichtet. Dieser ist durch Ziegelsteinverblendung an den Rest der Turnhalle angepasst worden.
Die sich im Schulhof gegenüberstehenden, viergeschossigen Klassentrakte sind im Erdgeschoss bis zu den Hauptgesimsen mit roten, in den Obergeschossen mit gelben Ziegeln verblendet. Das kleinere, freistehende Gebäude mit einer bebauten Fläche von 608 m² besitzt eine Frontlänge von 34 m, der größere, am rechten Hofrand liegende, kammartige Klassentrakt mit zwei kurzen Querflügeln und rückwärtigen Treppenhäusern hat eine bebaute Fläche von 1012 m² und eine Frontlänge von 66 m. Beide Fassaden sind symmetrisch angeordnet und besitzen einen Mittelrisaliten. Die horizontale Gliederung geschieht durch Stichbogenfenster (im Mittelteil oben jeweils hohe) und durch rote Ziegelstreifen in den gelben Flächen bzw. braune Ziegelstreifen in den roten Flächen.
Die Gebäude wurden im Zweiten Weltkrieg nur leicht beschädigt. Einschüsse sind noch an der Wand eines Schultrakts zu entdecken.
Von 2010 bis 2016 wurden mit Hilfe öffentlicher Fördermittel des Denkmalschutzes umfangreiche Sanierungsmaßnahmen an den beiden Hauptgebäuden im Hof vorgenommen. Diese umfassten unter anderem die Instandsetzung der Klinkerfassaden, Sanierung der Fenster, Erneuerung der Elektro- und Sanitäranlagen, Sicherheitsbeleuchtung, sowie der Einbau eines Amokalarms. Seit 2021 finden Baumaßnahmen bei gleichzeitiger auswärtiger Unterbringung der Schüler statt. Die Hauptgebäude erhalten neue Fachräume und Aufzüge, die Turnhalle wird denkmalgerecht saniert und deren seitlicher Sanitär-Anbau wird durch einen barrierefreien Neubau mit optimiertem Grundriss ersetzt.

## Nutzung
In den Schulkomplex zogen 1890 die 114. Gemeindeschule (bis 1926: Mädchenschule) und die 176. Gemeindeschule (bis 1926: Knabenschule) ein; zuvor hatten diese andere Schulbauten benutzt. Später erfolgte hier noch die Gründung der 144. und der 184. Gemeindeschule Berlins. Um die Wende zum 20. Jahrhundert wurden etwa 2700 Schüler und Schülerinnen in dem Schulkomplex unterrichtet. Später wurde die Anlage auch von Volks- und Berufsschulen genutzt. 
Während des Zweiten Weltkriegs wurde der Schulkomplex als eine Außenstelle des Krankenhauses Am Urban genutzt, in der ausschließlich Zwangsarbeiter untergebracht waren, die man aus ganz Berlin hierher verlegt hatte. Die Zwangsarbeiter waren getrennt nach west- (Haus A) und osteuropäischer Herkunft (Haus B) untergebracht. Mangelnde Hygiene bei der Unterbringung und schlechte Ernährung führten zur Verbreitung von Offener Lungentuberkulose und einer hohen Sterblichkeitsrate unter den Betroffenen. An diese Ereignisse erinnert eine Gedenktafel an der Turnhalle.
Seit 1951 hatte im Gebäudekomplex die „4. Oberschule Praktischen Zweigs“ ihren Sitz, die 1955 den Namen von „Turnvater“ Friedrich Ludwig Jahn annahm, ab 1968 Hauptschule war und im August 2009 geschlossen wurde. Ein Jahr später zogen, bei laufender Sanierung, die Kommunikationsgruppen der „Stadt-als-Schule“ vom Fraenkelufer in das Gebäude ein. Gleichzeitig begannen mit der Schulreform zwei 7. Klassen der 9. ISS Friedrichshain-Kreuzberg. Das Modell „Stadt-als-Schule“ wurde nach und nach integriert und lief 2013 mit den letzten Absolventen aus. 2015 wurde die 9. ISS Graefestraße in „Albrecht-von-Graefe-Schule“ umbenannt.